# Back Home (албум)
Back Home е осмият студиен албум на ирландката група „Уестлайф“, издаден през ноември 2007. Албумът достига номер 1 както във Великобритания, така и в Ирландия. Продаден е в общо 900 хиляди копия и получава три пъти платинена сертификация. Издадени са общо 3 сингъла: Home, Us Against the World и Something Right.

## Списък с песните

### Оригинален траклист
1. Home – 3:28
2. Us Against the World – 4:02
3. Something Right – 3:14
4. I'm Already There – 4:18
5. When I'm with You – 4:12
6. Have You Ever – 4:33
7. It's You – 4:11
8. Catch My Breath – 3:18
9. The Easy Way – 3:35
10. I Do – 4:30
11. Pictures in My Head – 4:17
12. You Must Have Had a Broken Heart – 4:01

### Японско издание
1. Home (Soul Seekerz Remix радио редактиран) – 3:36
2. Home (видеоклип) – 3:28

### Австралийско издание (DVD: На живо от Уембли)
1. Overture/Flying Without Wings
2. Hit You with the Real Thing
3. When You're Looking Like That
4. Amazing
5. She's Back/Billie Jean
6. Uptown Girl
7. Addicted to Love
8. I Wish/Wild Wild West
9. Senorita/Don't Cha
10. Colour My World
11. Hey Whatever
12. The Dance
13. Swear It Again
14. Seasons in the Sun
15. World of Our Own
16. Mandy
17. Queen of My Heart
18. What Makes a Man
19. You Raise Me Up
20. The Love Album (фотосесия)
21. You Raise Me Up (видеоклип)
22. When You Tell Me That You Love Me (видеоклип)
23. Amazing (видеоклип)

### iTunes Store tour издание
1. Hard to Say I'm Sorry – 3:56
2. Get Away – 3:15
3. Home (Soul Seekerz Remix радио редактиран) – 3:36
4. Total Eclipse of the Heart (Sunset Strippers Remix) – 7:42
5. I'm Already There (Ashanti Boyz Remix) – 4:16
6. Us Against the World (The Wideboys Remix) – 4:34